# European Air Force Academies
European Air Force Academies (EUAFA) ist eine Vereinigung europäischer Offizierschulen.
Nachdem bereits 1993 die European Air Chiefs Conference (EURAC) ins Leben gerufen wurde, gründeten in der Folge Schulkommandeure die Vereinigung European Air Force Academies (EUAFA), um Informationen auszutauschen, Kooperationen anzustoßen und Gemeinsamkeiten zu finden. Vor allem sollen durch internationale Kontakte der Offiziernachwuchs und Ausbilder militärisch und akademisch weiter gefördert werden. 1998 wurde dazu eine Arbeitsgruppe eingerichtet, die u. a. eine Datenbank unterhält.
Die derzeit teilnehmenden Länder sind NATO-Mitgliedsstaaten oder Unterzeichnerstaaten der Partnerschaft für den Frieden: Belgien, Dänemark, Deutschland, Finnland, Frankreich, Griechenland, Irland, Italien, Niederlande, Norwegen, Österreich, Polen, Portugal, Rumänien, Schweden, Schweiz, Spanien, Tschechien, Türkei, Ungarn und das Vereinigte Königreich.
Für Deutschland ist die Offizierschule der Luftwaffe (OSLw) in Fürstenfeldbruck beteiligt.
Den Vorsitz der folgenden Jahre haben inne: Deutschland (2016) und Niederlande (2017). 